# Pieve Modolena
Pieve Modolena o Villa Pieve Modolena (La Pēv in dialetto reggiano) è una grossa frazione del comune di Reggio nell'Emilia.

## Geografia fisica
Pieve Modolena sorge a 3,7 km ad ovest di Reggio Emilia, lungo la via Emilia in direzione Parma. Il suffisso Modolena deriva dall'omonimo torrente che scorre a ponente dell'abitato; sempre ad ovest, il confine con la frazione di Cella è delineato dal torrente Quaresimo. In passato centro agricolo, negli ultimi anni ha conosciuto un intenso sviluppo residenziale e demografico. La parte a nord della via Emilia è stata destinata ad ospitare una vasta area industriale, mentre l'area sud è zona prettamente residenziale.
A Pieve Modolena hanno sede gli stabilimenti produttivi di due grandi aziende: Kohler co. (ex Lombardini) e Comet S.p.a. In passato vi era anche la sede del primo stabilimento produttivo di Max Mara; oggi lo stesso edificio è stato convertito e ospita la collezione Maramotti.

## Storia
Menzionata come Motolena in un documento dell'882, la località fu poi popolata stabilmente da coloni sovvenzionati dal comune di Reggio nel XII secolo.
Durante la seconda guerra mondiale Pieve Modolena fu al centro di numerosi attacchi partigiani contro le truppe nazifasciste che transitavano sulla via Emilia. Il 28 gennaio 1945 dieci uomini vennero fucilati presso il ponte del Quaresimo dai tedeschi.
Negli anni del boom economico Pieve Modolena, che ancora conservava l'aspetto di una frazione prettamente agricola, fu scelta dal comune di Reggio Emilia per diventare sede di due villaggi industriali, posti rispettivamente ad est e ad ovest dell'abitato.

## Monumenti e luoghi d'interesse

### Architetture religiose
- La Chiesa parrocchiale di San Michele Arcangelo, la principale attrazione della villa, risulta esistente fin dal 980, sebbene la sua fondazione si faccia risalire ai Longobardi;
- Oratorio di San Rocco, sorge accanto alla chiesa parrocchiale, fu edificato nel 1633.

## Antichi borghi e quartieri di Pieve Modolena[4]
- Buda e Gucìin
- Il Cantone (in dialetto reggiano al Cantòun)
- Case Vecchie (in dialetto reggiano al Cà vèci)
- Il Castello o Castello Bergomi (in dialetto reggiano al Castèl)
- Guazzatoio (in dialetto reggiano al Guasadōr) - dall'omonimo corso d'acqua chiamato anche Cavo Guazzatore
- Ponte del Cerchio (in dialetto reggiano al Pùnt dàl Séerc)